# Шулявская (станция метро)
«Шуля́вская» (укр. «Шуля́вська»,  (слушать)о файле) — 7-я станция Киевского метрополитена. Находится в Шевченковском районе. Расположена на Святошинско-Броварской линии между станциями «Берестейская» и «Политехнический институт».

## История
Открыта 5 ноября 1963 года в составе второй пусковой очереди под названием «Завод „Большевик“» (укр. «Завод „Більшовик“») (по названию близлежащего крупного машиностроительного предприятия). Нынешнее название — со 2 февраля 1993 года, от исторической местности Шулявка, поблизости от которой станция расположена. Пассажиропоток — 28,2 тысячи чел./сутки.
23 апреля 2007 года сгорел дотла соседний рынок. Во время этого ЧП «Шулявская» была закрыта на вход и на выход. Кроме того, загорелось кафе, расположенное на втором этаже наземного вестибюля. Посетители кафе были эвакуированы пожарными. После ликвидации пожара наземный вестибюль станции возобновил свою работу. Помещение кафе на втором этаже серьёзно пострадало от огня и было закрыто на ремонт. Немало пострадавший Шулявский путепровод, служивший рынку крышей, подпёрли лесами, в 2019 перестроили, и к новому 2020 году он принял первое движение, а летом 2020 — введён в строй, кроме одного съезда, требующего сноса заводского корпуса.

## Описание
Станция глубокого заложения (≈54-60 м). Имеет три подземных зала — средний и два зала с посадочными платформами. Залы соединяются между собой рядами проходов-порталов, чередующихся с пилонами.

Отделка подземных залов и промежуточного подземного вестибюля выполнена из разноцветной керамической плитки. В торце зала размещено художественное панно из плитки и смальты, изображающее рабочих на фоне завода с символом мирного атома в руке.

Над пилонами расположены латунные карнизы с надписями из латунных букв на русском и украинском языках: КОММУНИЗМ, МИР, ТРУД, СВОБОДА, РАВЕНСТВО, БРАТСТВО, СЧАСТЬЕ, разделённые звёздами.

В 1990-х годах слова КОММУНИЗМ (на русском и украинском) были удалены с карнизов, в 2016 году сняты звёзды между словами, а в 2018 году были удалены все оставшиеся слова на русском языке.
Подземный вестибюль соединён с выходом на поверхность трёхленточным двухмаршевым эскалатором. Между маршами эскалатора размещён промежуточный подземный вестибюль.
Наземный вестибюль представляет собой двухэтажное здание цилиндрической формы, расположенное на пересечении Берестейского проспекта и улицы Довженко.

## Изображения

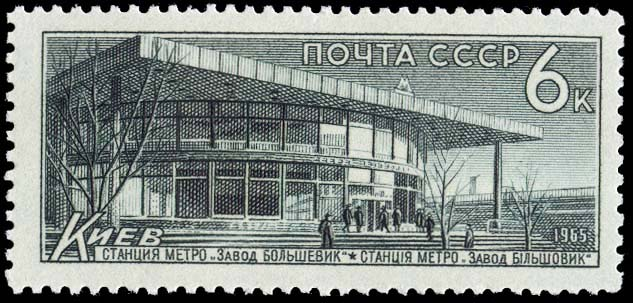
Почтовая марка СССР «Станция метро „Завод Большевик“», 1965 год
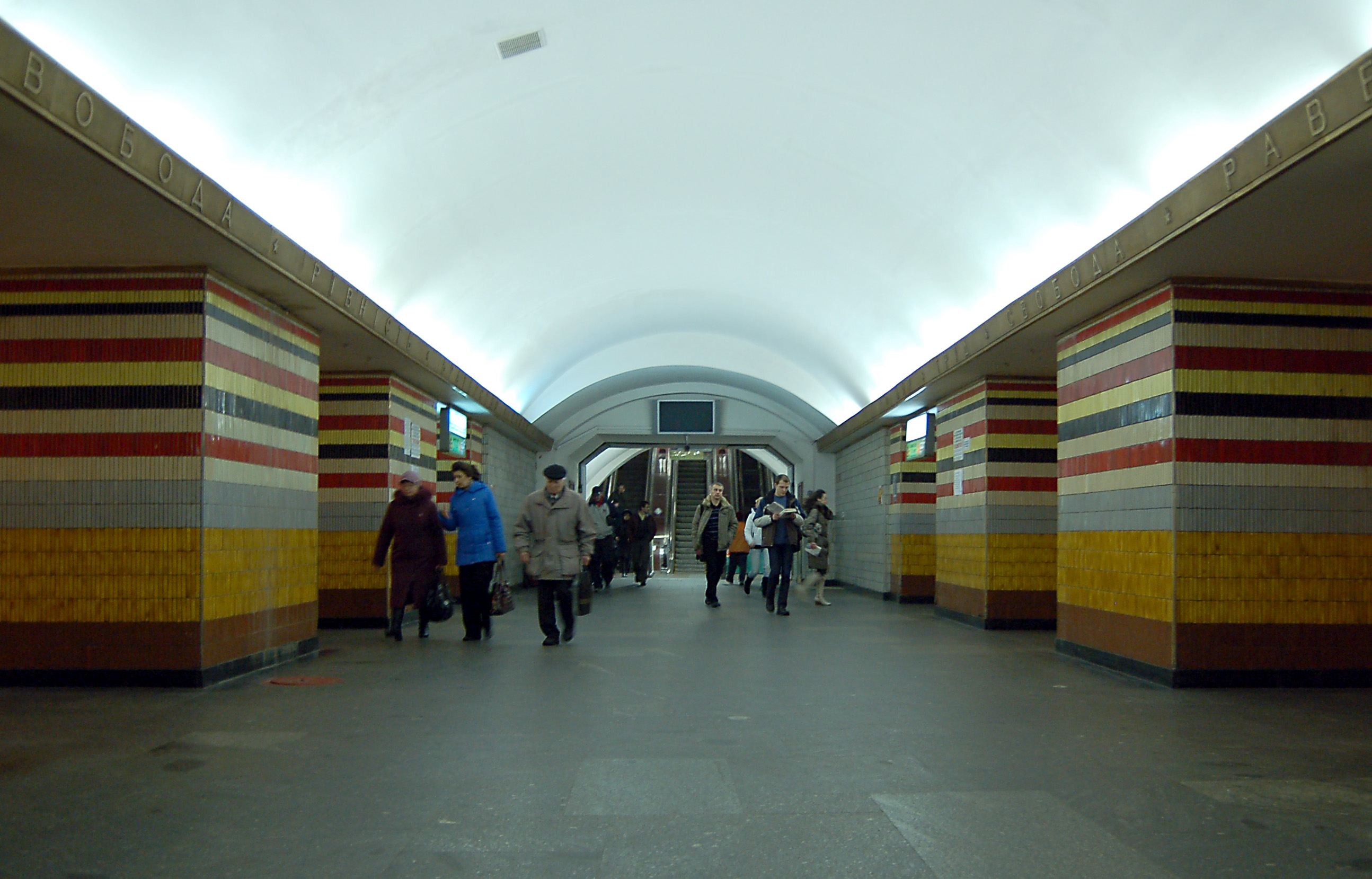
Центральный зал, вид в сторону эскалаторов
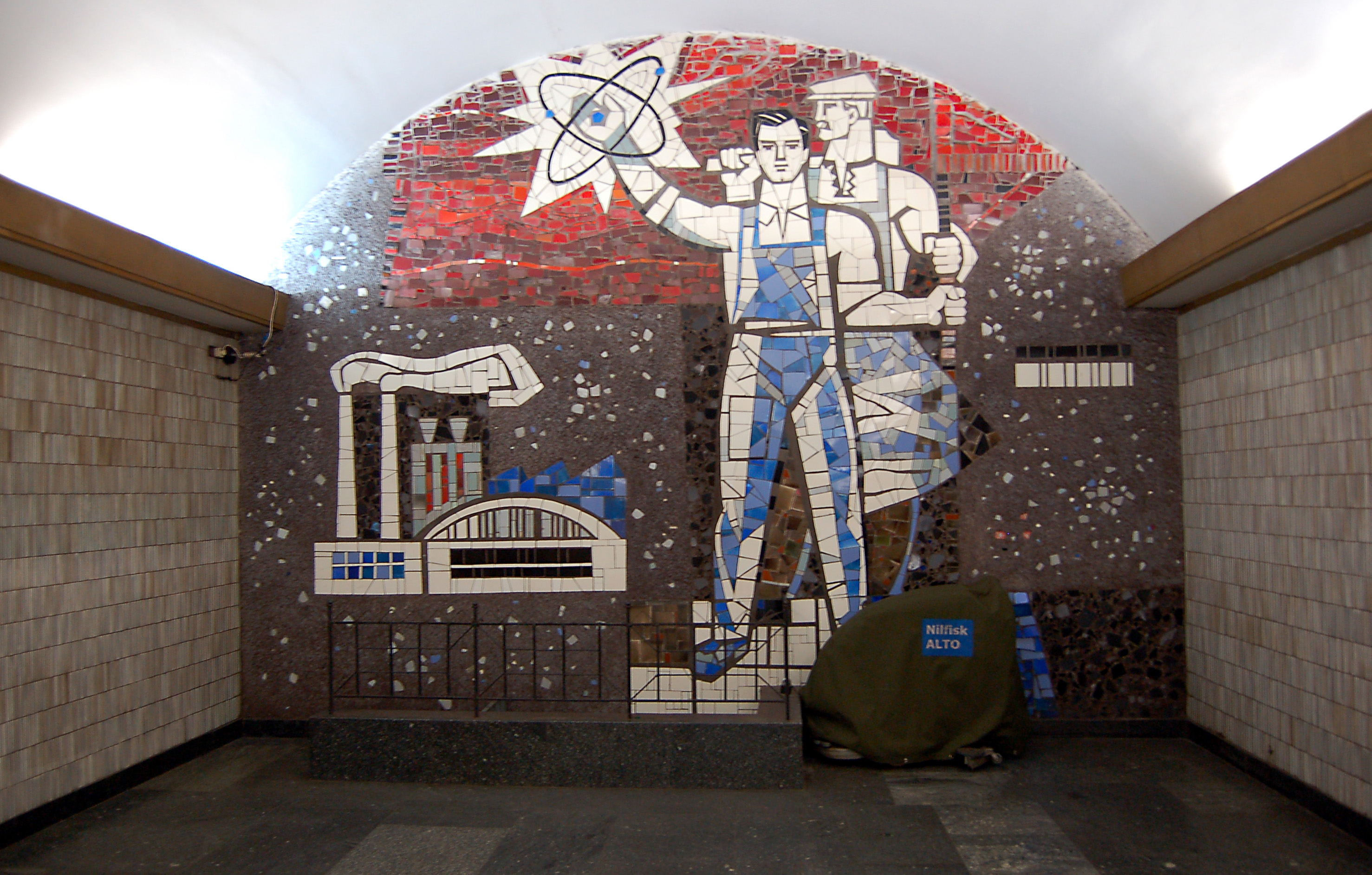
Композиция в торце центрального зала
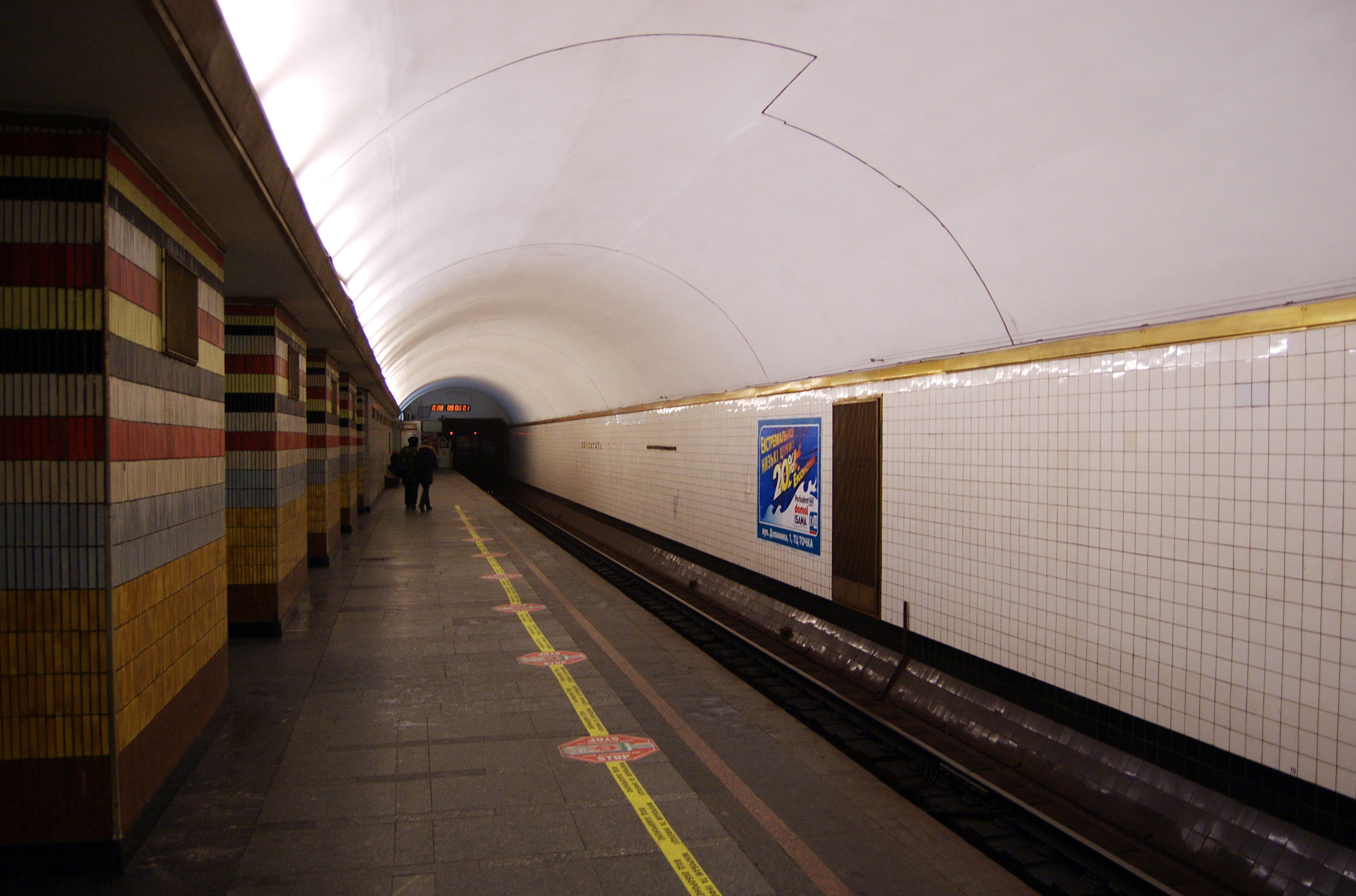
Посадочная платформа
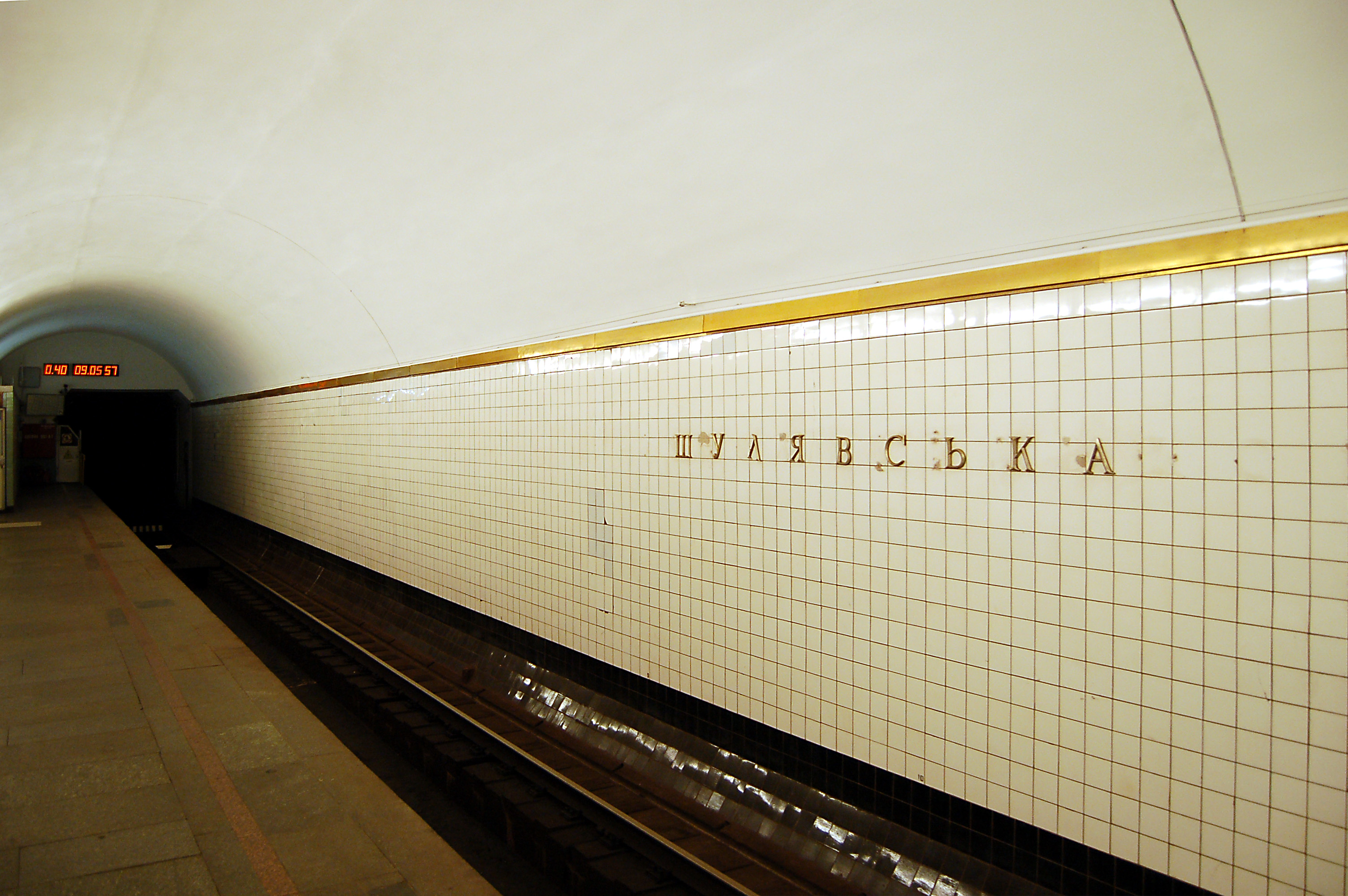
Название станции на путевой стене
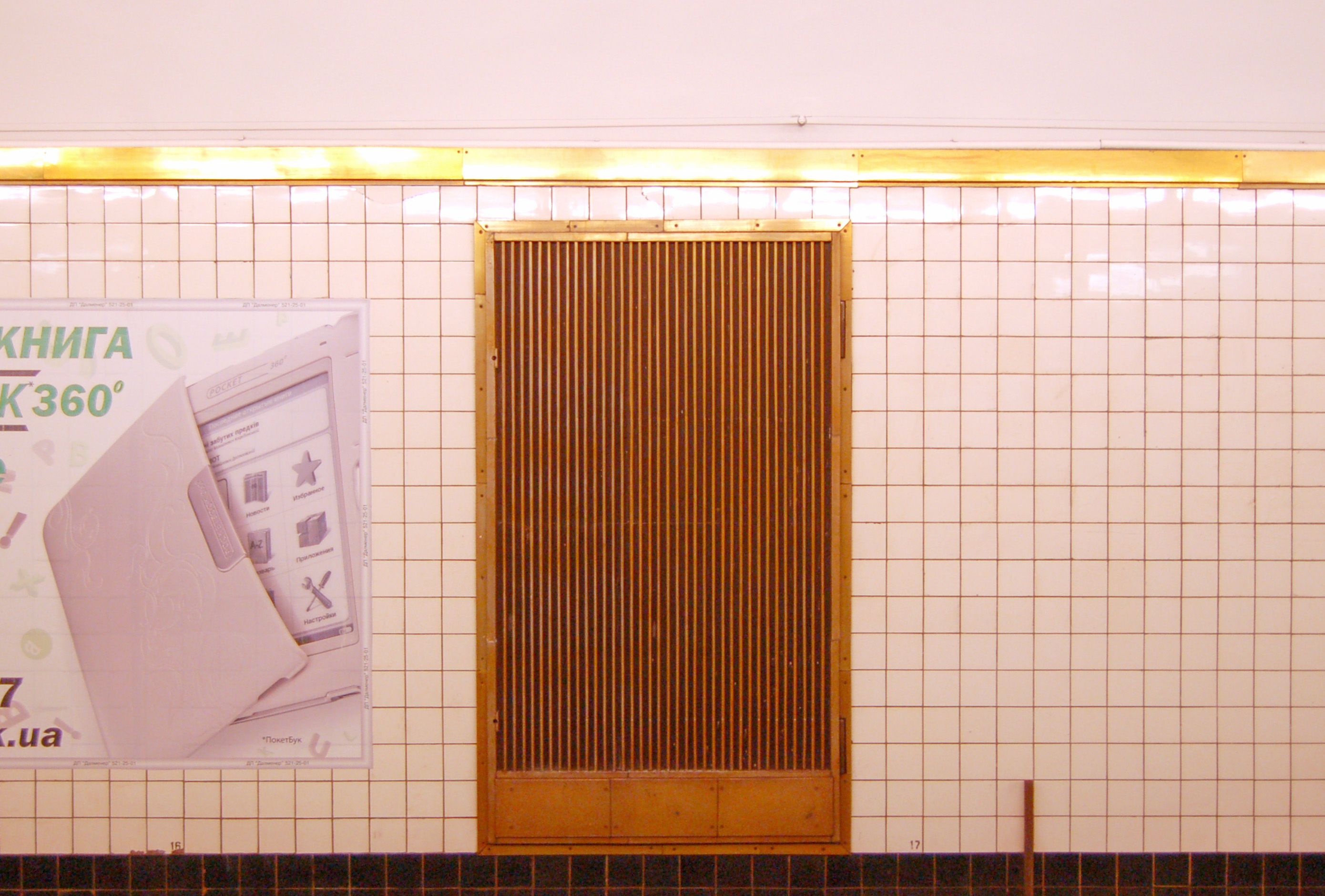
Дверца на путевой стене
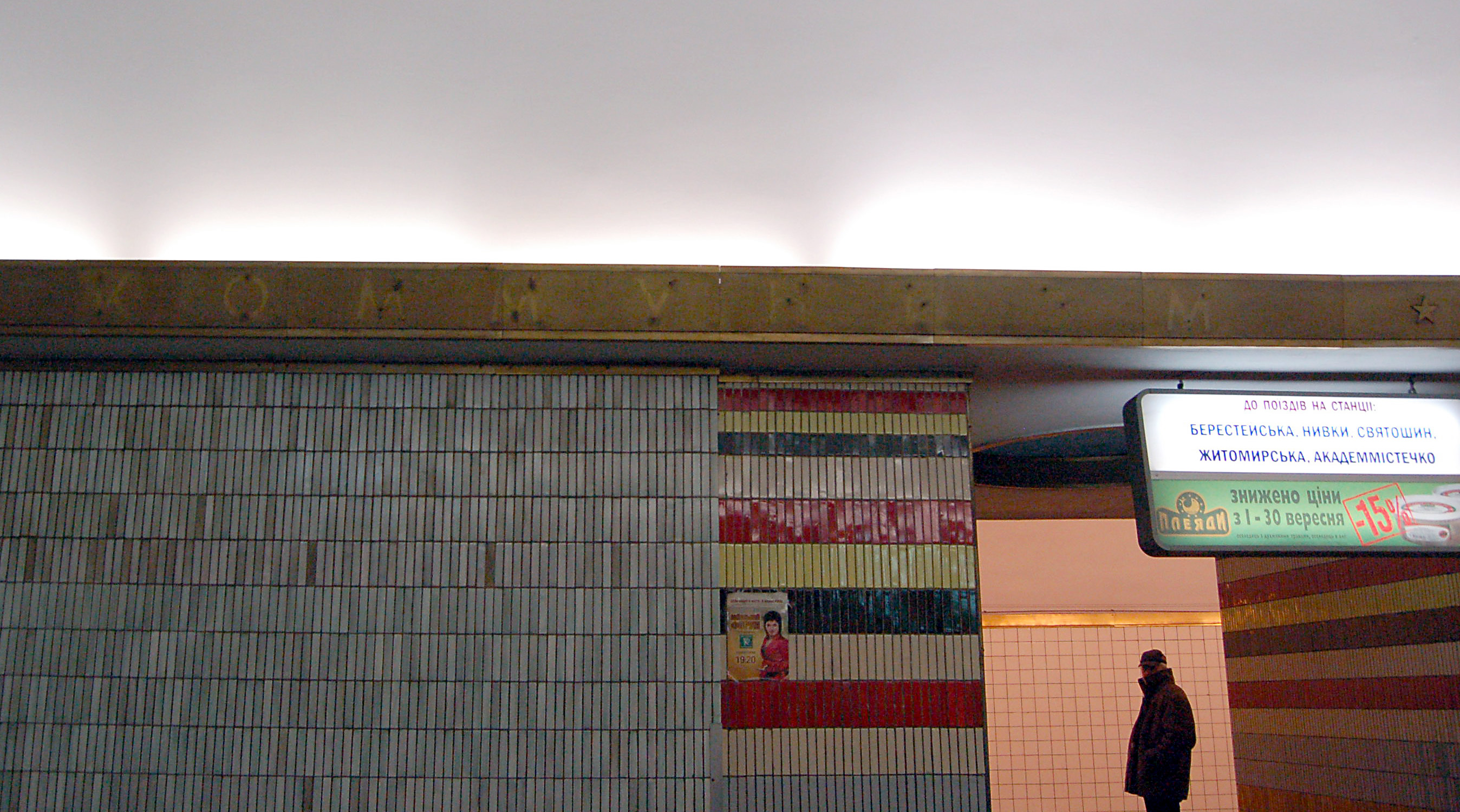
«Призрак коммунизма» на карнизе

## Режим работы
Открытие — 5:38, закрытие — 0:11
Отправление первого поезда в направлении:
- ст. «Лесная» — 5:47
- ст. «Академгородок» — 6:02

Отправление последнего поезда в направлении:
- ст. «Лесная» — 0:16
- ст. «Академгородок» — 0:31

Расписание отправления поездов в вечернее время суток (после 22:00) в направлении:
- ст. «Лесная» — 22:44, 22:56, 23:08, 23:19, 23:31, 23:42, 23:54, 0:05, 0:17
- ст. «Академгородок» — 22:38, 22:50, 23:02, 23:12, 23:23, 23:33, 23:43, 23:53, 0:05, 0:18, 0:31